# Baseball ai XIV Giochi panamericani
Il torneo di baseball ai XIV Giochi panamericani si svolse a Santo Domingo, nella Repubblica Dominicana.

## Prima fase

### Girone A
| Squadre | Giocate | Vinte | Perse | RF | RS | Pct   |
| ------- | ------- | ----- | ----- | -- | -- | ----- |
| Messico | 3       | 2     | 1     |    |    | 0.667 |
| Cuba    | 3       | 2     | 1     |    |    | 0.667 |
| Brasile | 3       | 1     | 2     |    |    | 0.333 |
| Panama  | 3       | 1     | 2     |    |    | 0.333 |

## Gruppo B
| Squadre         | Giocate | Vinte | Perse | RF | RA | Pct   |
| --------------- | ------- | ----- | ----- | -- | -- | ----- |
| Nicaragua       | 4       | 4     | 0     |    |    | 1.000 |
| Cuba            | 4       | 3     | 1     |    |    | 0.750 |
| Rep. Dominicana | 4       | 2     | 2     |    |    | 0.500 |
| Guatemala       | 4       | 1     | 3     |    |    | 0.250 |
| Bahamas         | 4       | 0     | 4     |    |    | 0.000 |

## Fase finale
|  | quarti          | quarti      |             |           | semifinali      | semifinali      |  |  | Finale 1º posto | Finale 1º posto |
|  |                 |             |             |           |                 |                 |  |  |                 |                 |
|  | 8 agosto        |             |             |           |                 |                 |  |  |                 |                 |
|  |                 |             |             |           |                 |                 |  |  |                 |                 |
|  | Messico         | 6           |             |           |                 |                 |  |  |                 |                 |
|  | Messico         | 6           | 9 agosto    |           |                 |                 |  |  |                 |                 |
|  | Guatemala       | 0           |             |           |                 |                 |  |  |                 |                 |
|  | Guatemala       | 0           | Messico     | 2         |                 |                 |  |  |                 |                 |
|  | 8 agosto        |             | Messico     | 2         |                 |                 |  |  |                 |                 |
|  |                 | Stati Uniti | 3           |           |                 |                 |  |  |                 |                 |
|  | Stati Uniti     | Stati Uniti | 3           | 7         |                 |                 |  |  |                 |                 |
|  | Stati Uniti     |             | 10 agosto   | 7         |                 |                 |  |  |                 |                 |
|  | Brasile         | 0           |             |           |                 |                 |  |  |                 |                 |
|  | Brasile         | 0           | Stati Uniti | 1         |                 |                 |  |  |                 |                 |
|  | 8 agosto        |             | Stati Uniti | 1         |                 |                 |  |  |                 |                 |
|  |                 | Cuba        | 3           |           |                 |                 |  |  |                 |                 |
|  | Cuba            | Cuba        | 3           | 10        |                 |                 |  |  |                 |                 |
|  | Cuba            | 9 agosto    |             | 10        |                 |                 |  |  |                 |                 |
|  | Rep. Dominicana | 0           |             |           |                 |                 |  |  |                 |                 |
|  | Rep. Dominicana | 0           | Cuba        | 2         | Finale 3º posto | Finale 3º posto |  |  |                 |                 |
|  | 8 agosto        |             | Cuba        | 2         | Finale 3º posto | Finale 3º posto |  |  |                 |                 |
|  |                 | Nicaragua   | 1           |           |                 |                 |  |  |                 |                 |
|  | Nicaragua       | Nicaragua   | 1           | 5         | Messico         | 6               |  |  |                 |                 |
|  | Nicaragua       |             |             | 5         | Messico         | 6               |  |  |                 |                 |
|  | Panama          | 2           |             | Nicaragua | 2               |                 |  |  |                 |                 |
|  | Panama          | 2           |             |           | 2               |                 |  |  |                 |                 |
|  |                 |             |             |           |                 |                 |  |  | 10 agosto       |                 |
|  |                 |             |             |           |                 |                 |  |  |                 |                 |

## Medaglie
| Classifica | Squadre     |
| ---------- | ----------- |
|            | Cuba        |
|            | Stati Uniti |
|            | Messico     |